# Huétor Tájar
Huétor Tájar est une municipalité située dans la partie centrale de la comarque de Loja dans la province de Grenade en Andalousie, Espagne.

## Géographie
La commune est située à 41 km de Grenade.